# Félix Díaz
Félix Díaz Prieto (Oaxaca de Juárez, 8 de febrero de 1868-Veracruz, 9 de julio de 1945) fue un militar golpista mexicano, contrario a la Revolución mexicana. Sobrino de Porfirio Díaz, encabezó el golpe de Estado que dio pie a la Decena Trágica y culminó con el asesinato del presidente Francisco I. Madero y el vicepresidente José María Pino Suárez.

## Vida de Félix Díaz
Este miembro de la familia de Porfirio Díaz nació el 8 de febrero de 1868 en Oaxaca.  Sus padres fueron doña Felipa Prieto y el general Félix Díaz Mori ('El Chato'), hermano menor de Porfirio Díaz. Fue bautizado el 17 de febrero de 1868 en el Sagrario Metropolitano de la ciudad de Oaxaca. 
Estudió en el Colegio Militar. Pasó a servir al Estado Mayor Presidencial de su tío, el general y presidente de México Porfirio Díaz, quien desde entonces lo promovió y protegió. Fungió como diputado por su estado y como candidato al gobierno local; derrotado en esta contienda electoral, fue designado cónsul de México en Chile. Regresó al país en 1904 y se le nombró jefe de la policía en la Ciudad de México. Ocupó la gubernatura de Oaxaca por solo un mes y dos días; fue vencido electoralmente en 1911 por Benito Juárez Maza, hijo de Benito Juárez, presidente de México. En el ejército había ya logrado el grado de General Brigadier, pero al iniciarse el gobierno de Francisco I. Madero solicitó su retiro.
Después de solicitar su retiro comenzaría a conspirar contra Madero. El plan felicista vituperaba con vaguedades al régimen maderista, e invocaba el apoyo de las fuerzas armadas. Díaz esperaba ganar el apoyo del comodoro Manuel Azueta, comandante de las fuerzas navales en Veracruz, así como del general José M. Hernández, jefe de la prisión de San Juan de Ulúa, pero ni uno ni el otro lo secundaron. Al enterarse de su levantamiento, Madero envió una columna a Veracruz al mando del general Joaquín Beltrán. Durante una semana, los periódicos capitalinos anunciaron sin recato que Beltrán iba a desertar con sus 3,000 hombres armados, lo cual finalmente no se cumplió. El 25 de octubre atacó el puerto, al cual encontró escasamente defendido, y después de varias horas de combate liquidó a Félix Díaz y a su rebelión. Enseguida, lo capturó, le formó consejo marcial, y como lo hallaron culpable lo sentenciaron a la pena de muerte. Pero el golpista tuvo un ángel guardián. El presidente de la Suprema Corte, Francisco S. Carbajal, suspendió la sentencia y Félix Díaz fue llevado a la capital de la república y encarcelado.

## Gobierno de Francisco I. Madero
El 16 de octubre de 1912 se levantó en armas en Veracruz contra el gobierno democrático de Francisco I. Madero, sin embargo fue derrotado por el general Joaquín Beltrán, detenido y sentenciado a muerte por traición en una corte marcial. Sin embargo sus defensores alegaron que Díaz había renunciado al ejército por lo que no se le podía aplicar la ley marcial. Así fue trasladado a una prisión en la Ciudad de México.
Enemigo irreconciliable de Francisco I. Madero, se rebeló en la Ciudad de México el día 9 de febrero de 1913, con el apoyo de la Escuela de Aspirantes y otras fuerzas golpistas liberaron a Félix Díaz y a Bernardo Reyes y luego intentaron tomar el Palacio Nacional. Díaz estableció su cuartel general en La Ciudadela, al ser rechazados por el general Lauro Villar. Nueve días más tarde, Félix Díaz firmó el Pacto de la Embajada junto con el general Victoriano Huerta; acordando que él (Félix Díaz) nombraría a los integrantes pero que él no figuraría personalmente en el nuevo gabinete, y que lanzaría su candidatura presidencial, la que sería favorecida por Huerta.

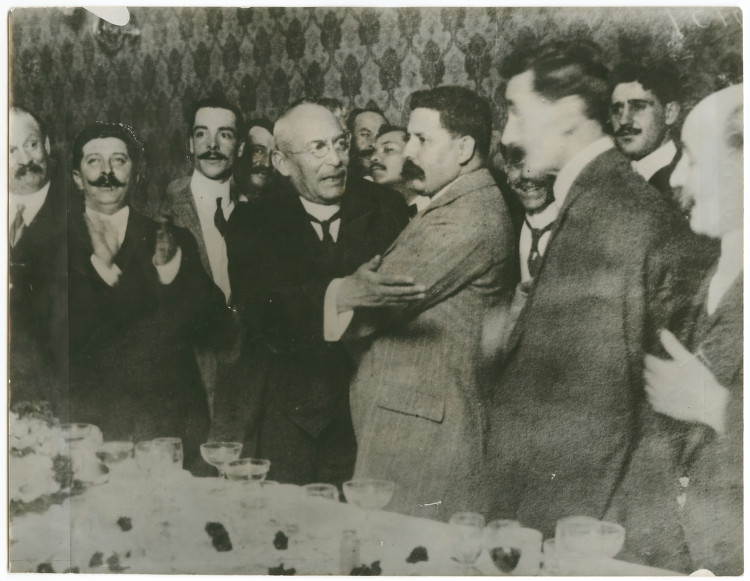
Con Victoriano Huerta.

## Gobierno de Victoriano Huerta
Los compromisos no fueron acatados por Victoriano Huerta. A los pocos meses modificó el gabinete y maniobró para posponer o suspender las elecciones. Para acabar de sacarlo del juego político, Huerta lo envió a Japón en una supuesta misión especial. Regresó al país sin haber llegado a Japón, luego de haber residido un tiempo en Europa, y aún estaba Victoriano Huerta en el poder. Víctima de hostilidades, cada vez mayores, y temeroso de que Huerta lo mandara asesinar, Díaz se vio obligado a huir a Cuba y a Estados Unidos en octubre de 1913. Fue encarcelado en Nueva Orleans en noviembre de 1913 y pasaría una condena de casi tres años.

## Contrarreloj

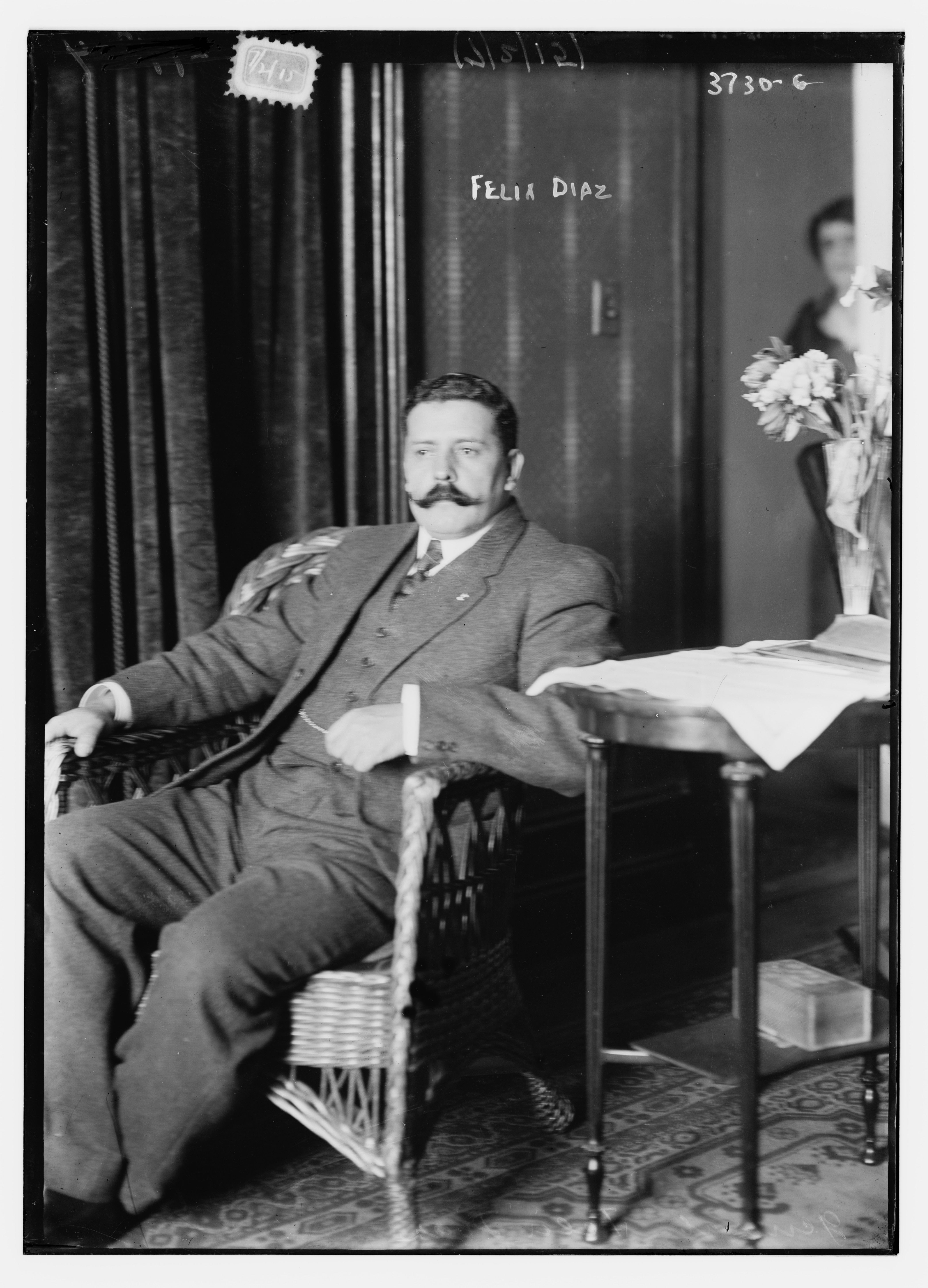
Fotografía de Félix Díaz

Regresó al país en 1916 a luchar contra Venustiano Carranza. En un primer momento fracasó en Oaxaca y Chiapas, cuando pretendió jefaturar movimientos ya existentes, con sus propios caudillos y objetivos. Posteriormente pasó a Veracruz, donde había numerosas bandas de rebeldes anticarrancistas, pero donde se carecía de un caudillo estatal aunque estaban también levantados en armas varios antiguos compañeros suyos, como Gaudencio de la Llave e Higinio Aguilar. Fue así como Félix Díaz encabezó a un movimiento contrarrevolucionario, de 1917 a 1920. Sus objetivos políticos estaban delineados en el Plan de Tierra Colorada. Aunque operaban con el pomposo título de Ejército Reorganizador Nacional, de hecho los felicistas no pasaron de hacer una típica guerra de guerrillas. Su fuerza residía, principalmente, en su dudoso prestigio nacional e internacional. La promulgación de la Constitución de 1917 dio lugar a que Félix Díaz pretendiera erigirse como líder nacional de una lucha contrarrevolucionaria generalizada, pero fracasó. A pesar de que muchos de sus hombres reconocieron el Plan de Agua Prieta, Félix Díaz fue desterrado durante 21 años hasta 1941.
En abril de 1919, padeció con la pérdida de su amigo el general Aureliano Blanquet, quien murió al caer en una barranca en la Sierra veracruzana.
En 1920 con la muerte de Carranza, Díaz buscó una oportunidad de hacer la paz con el nuevo régimen de los generales sonorenses. El presidente interino Adolfo de la Huerta permitió que Díaz abandonara el país ofreciendo 20 mil pesos. De la Huerta también había tenido un acercamiento de paz con Pancho Villa, y con Díaz fuera del país la línea dura consideraba a De la Huerta como reaccionario. Por lo tanto, haciendo la paz con estas dos potenciales amenazas para el nuevo régimen podía ser visto como un político pragmático. Díaz se exilió otra vez en Nueva Orleans. En 1922 Díaz emitió un manifiesto contra la Constitución de 1917, pero otra vez su agitación no fue seguida.
Díaz regresó a México en 1941 y se avecindó en el puerto de Veracruz, por cuatro años y en donde murió el 9 de julio de 1945, cinco meses después de Maximino Ávila Camacho, hermano del presidente Manuel Ávila Camacho.